# إقليم باسكو
إقليم باسكو (بالإنجليزية: Pasco Region) هو أحد أقاليم بيرو، يتبع بيرو، عاصمته سيرو دي باسكو.

## الموقع
يشترك في الحدود مع:
- إقليم هانوكو
- إقليم جونين
- إقليم أوكايالي
- إقليم ليما.

## التقسيمات الإدارية
- Daniel Alcides Carrión province [الإنجليزية]‏
- Oxapampa province [الإنجليزية]‏
- مقاطعة باسكو.